# Капустін Денис Вікторович
Денис Вікторович Капустін (рос. Дени́с Ви́кторович Капу́стин; нар. 5 жовтня 1970, Казань, Татарська АРСР, Російська РФСР) — російський легкоатлет, що спеціалізується на потрійному стрибок, бронзовий призер Олімпійських ігор 2000 року, чемпіон Європи. Заслужений майстер спорту Росії.

## Біографія
Денис Капустін народився 5 жовтня 1970 року в місті Казань. Закінчив факультет фізичної культури Казанського педагогічного університету.
На юнацькому рівні Капустін ставав чемпіоном Європи, згодом дебютував за національну збірну Росії, посівши у 1993 році високе шосте місце на чемпіонаті світу (результат 17.19 м). Наступного року спортсмен також виступав дуже успішно. Спершу він став срібним призером чемпіонату Європи в приміщенні (17.35 м), а також виграв чемпіонат Європи з одним з найкращих результатів у кар'єрі 17.62 м. В подальшому на чемпіонатах світу спортсмен не зумів ставати призером. Найкращим його результатом стало четверте місце у 1997 році (17.19 м). У сезоні 1998 року йому вдалося виграти срібну нагороду чемпіонату Європи, а також встановити особистий рекорд 17.65 м. Представив Росію на Олімпійських іграх у 2000 році. У числі фаворитів спортсмен не фігурував, але це не завадило йому показати високий результат 17.46 м, та стати бронзовим призером змагань. Окрім цього Капустін був близько до срібної медалі, але Йоель Гарсія випередив його на один сантиметр.
Протягом наступних сезонів продовжував змагатися, але високих результатів більше не досягав, та вирішив у 2004 році завершити кар'єру. Капустін невдовзі після цього очолив збірну Татарстану з легкої атлетики.

## Кар'єра
| Рік               | Змагання                       | Місто                    | Місце            | Примітки         |
| Представник СРСР  | Представник СРСР               | Представник СРСР         | Представник СРСР | Представник СРСР |
| ----------------- | ------------------------------ | ------------------------ | ---------------- | ---------------- |
| 1989              | Чемпіонат Європи серед юніорів | Вараждин, Югославія      | 1                | 16.63 м          |
| 1991              | Універсіада                    | Шеффілд, Велика Британія | 4                | 16.68 м          |
| Представник Росія |                                |                          |                  |                  |
| 1993              | Чемпіонат світу                | Штутгарт, Німеччина      | 6                | 17.19 м          |
| 1994              | Чемпіонат Європи в приміщенні  | Париж, Франція           | 2                | 17.35 м          |
| 1994              | Чемпіонат Європи               | Гельсінкі, Фінляндія     | 1                | 17.62 м          |
| 1994              | Фінал Гран-прі IAAF            | Париж, Франція           | 6                | 16.36 м          |
| 1995              | Чемпіонат світу                | Гетеборг, Швеція         | 23 (кв.)         | 16.32 м          |
| 1997              | Чемпіонат світу                | Афіни, Греція            | 4                | 17.59 м          |
| 1998              | Чемпіонат Європи в приміщенні  | Валенсія, Іспанія        | 10               | 16.50 м          |
| 1998              | Чемпіонат Європи               | Будапешт, Угорщина       | 2                | 17.45 м          |
| 1998              | Фінал Гран-прі IAAF            | Москва, Росія            | 2                | 17.01 м          |
| 1999              | Чемпіонат світу                | Севілья, Іспанія         | 9                | 16.89 м          |
| 2000              | Олімпійські ігри               | Сідней, Австралія        | 3                | 17.46 м          |